# 小行星4616
小行星4616（4616 Batalov）是一颗绕太阳运转的小行星，为主小行星带小行星。该小行星于1975年1月17日发现。

## 轨道参数
小行星4616的轨道半长轴为3.1488125 UA，离心率为0.175。